# Budwiecie (województwo warmińsko-mazurskie)
Budwiecie (lit. Būdviečiai, niem. Budweitschen, 1938−1945 Elsgrund) – wieś w Polsce położona w województwie warmińsko-mazurskim, w powiecie gołdapskim, w gminie Dubeninki.
W latach 1975–1998 miejscowość administracyjnie należała do województwa suwalskiego.
We wsi znajdują się dwa zabytkowe cmentarze ewangelickie (nr ew. NID A-3006 i 3007).